# Manson (préfet d'Amalfi)
Manson (Préfet d'Amalfi)  nommé également Manson Fusilis (né vers 855 mort vers 910) est le premier préfet héréditaire d'Amalfi de 898 jusqu'à sa mort.

## Biographie
Manson est le fils du noble Léon né vers 835 et le petit-fils d'un certain Ursus (né vers 810) sa mère anonyme est la fille du Préfet Lupinus 
et d'une sœur anonyme de Sergius Préfet de 882 à 888 réputé être un descendant du comte Muscus né au début du VIIIe siècle. 
Il succède en 898, peut-être après l'avoir déposé, à Étienne Préfet d'Amalfi, un parent de la premier famille dirigeante avec qui il n'a pas de lien. En 900, il associe à son pouvoir son fils Mastalus, mettant en œuvre une pratique qui va devenir la règle dans les dynasties du  Mezzogiorno.Il se retire au monastère de  Saint Benoît de Nursie à Scala, laissant Amalfi à son fils le premier juge.

## Sources
- (en) Patricia Skinner Family Power in Southern Italy: The Duchy of Gaeta and its Neighbours, 850-1139. Cambridge University Press: 1995.